# Galla (imperatrice)
Galla (374 – 394) è stata un'imperatrice romana il cui matrimonio con l'imperatore Teodosio I permise l'unione della dinastia valentiniana con la dinastia teodosiana.

## Biografia
Galla era una dei quattro figli dell'imperatore romano Valentiniano I e della sua seconda moglie Giustina; fu dunque sorellastra dell'imperatore Graziano, figlio di Valentiniano I e della sua prima moglie Marina Severa, associato al trono dal padre già nel 367, e sorella di Grata, Giusta e di Valentiniano II, proclamato augusto alla morte del padre nel 375, a soli quattro anni e sotto la reggenza della madre Giustina. Galla crebbe nella famiglia imperiale nella città capitale di Milano.
Interpretò un ruolo non secondario nel passaggio tra la dinastia valentiniana e quella teodosiana. Accadde infatti che il suo fratellastro, l'imperatore Graziano, fu rovesciato e ucciso nel 383 per mano dell'usurpatore Magno Massimo, il quale estese il proprio dominio sulle province occidentali dell'impero, mentre Valentiniano II regnava sull'Italia e Teodosio I (associato al trono da Graziano nel 378 dopo la morte di suo zio Valente nella battaglia di Adrianopoli) sull'Oriente. Nel 387 Massimo programmò di eliminare Valentiniano e discese in Italia: l'imperatore, Giustina e Galla, insieme alla madre Giustina, furono costretti ad abbandonare la penisola e a rifugiarsi a Tessalonica, capitale della prefettura del pretorio dell'Illirico, dove risiedeva Teodosio.
Qui Giustina fece comparire la bellissima Galla in lacrime davanti al quarantenne imperatore, il quale la chiese in sposa: Giustina pose la condizione che Teodosio intervenisse in Italia per ricollocare Valentiniano sul trono e questi accettò. Il matrimonio fu celebrato quello stesso anno e Teodosio si recò in Occidente a combattere Massimo.
Galla, divenuta imperatrice, si trovò ad essere a tredici anni la madre adottiva dei figli del primo matrimonio di Teodosio, Arcadio (che aveva dieci anni) e Onorio. Nel 388 diede alla luce il primo figlio, Graziano, morto però ancora infante. Tra il 388 e il 391 Teodosio rimase in Italia, dove rimise sul trono Valentiniano; nel frattempo Galla e Arcadio, che vivevano a Costantinopoli nel Gran Palazzo, entrarono in contrasto, tanto che nel 390 Galla fu allontanata dalla residenza.
Nel 392 nacque una figlia, Galla Placidia; quell'anno morì il fratello Valentiniano II e Galla, secondo la testimonianza dello storico Zosimo, "riempì la reggia con le sue grida". Morì nel 394 per le conseguenze di un altro parto a cui non sopravvisse neppure il bambino, Giovanni.
Come la madre Giustina, Galla era probabilmente di fede ariana.